# Sajóivánka
Sajóivánka ist eine ungarische Gemeinde im Kreis Kazincbarcika im Komitat Borsod-Abaúj-Zemplén.

## Geografische Lage
Sajóivánka liegt in Nordungarn, 24 Kilometer nordwestlich des Komitatssitzes Miskolc, drei Kilometer nordwestlich der Kreisstadt Kazincbarcika und einen Kilometer vom rechten Ufer des Flusses Sajó entfernt.

## Geschichte
Im Jahr 1913 gab es in der damaligen Kleingemeinde 59 Häuser und 415 Einwohner auf einer Fläche von 1782 Katastraljochen. Sie gehörte zu dieser Zeit zum Bezirk Sajószentpéter im Komitat Borsod.

## Sehenswürdigkeiten
- Millenniums-Denkmal, erschaffen von Géza Novák
- Reformierte Kirche (Sajóivánkai Református Egyházközség temploma), erbaut 1808–1827
- Traditionelle Weinkeller (Hagyományos pincesor)

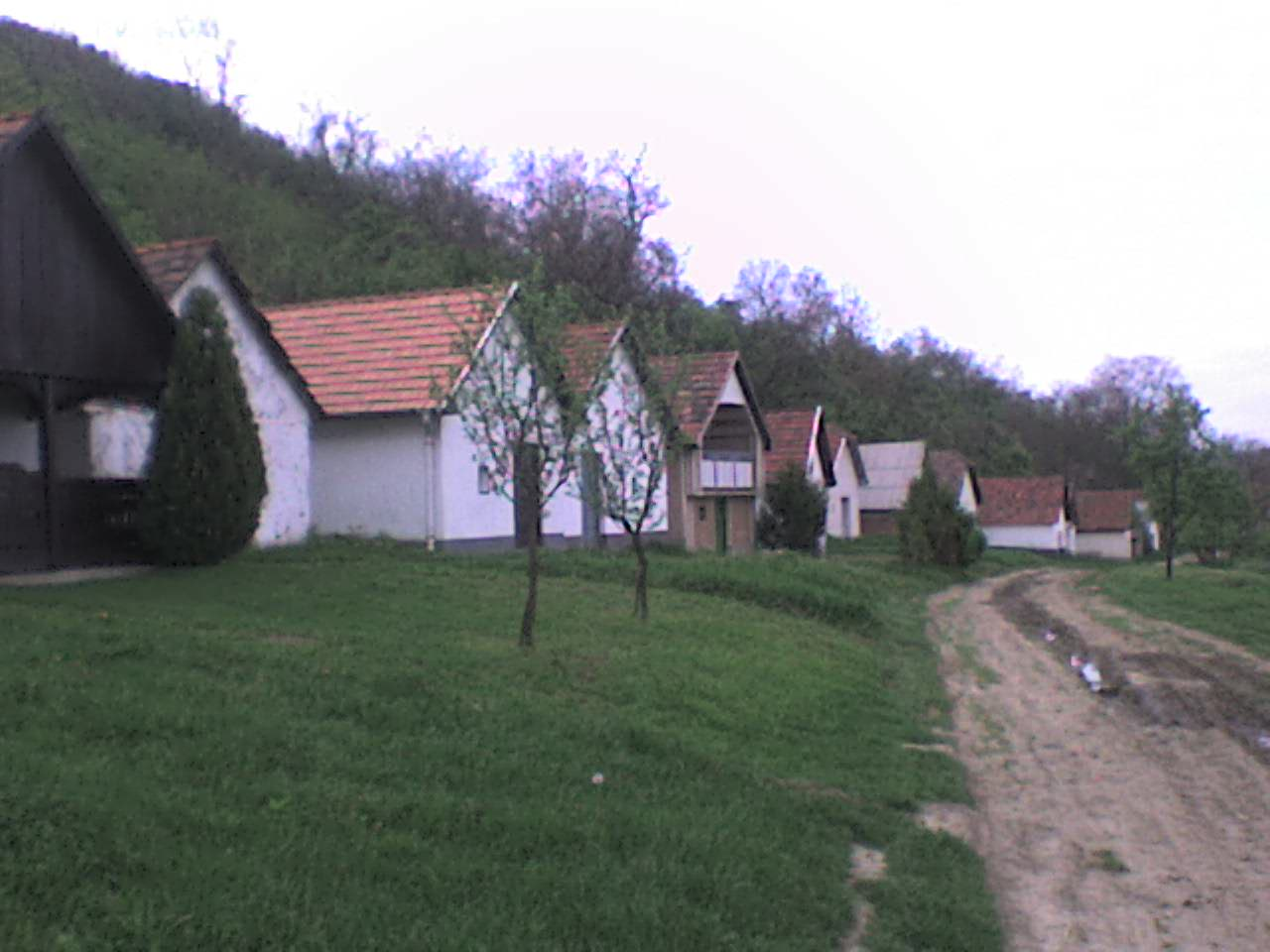
Weinkeller
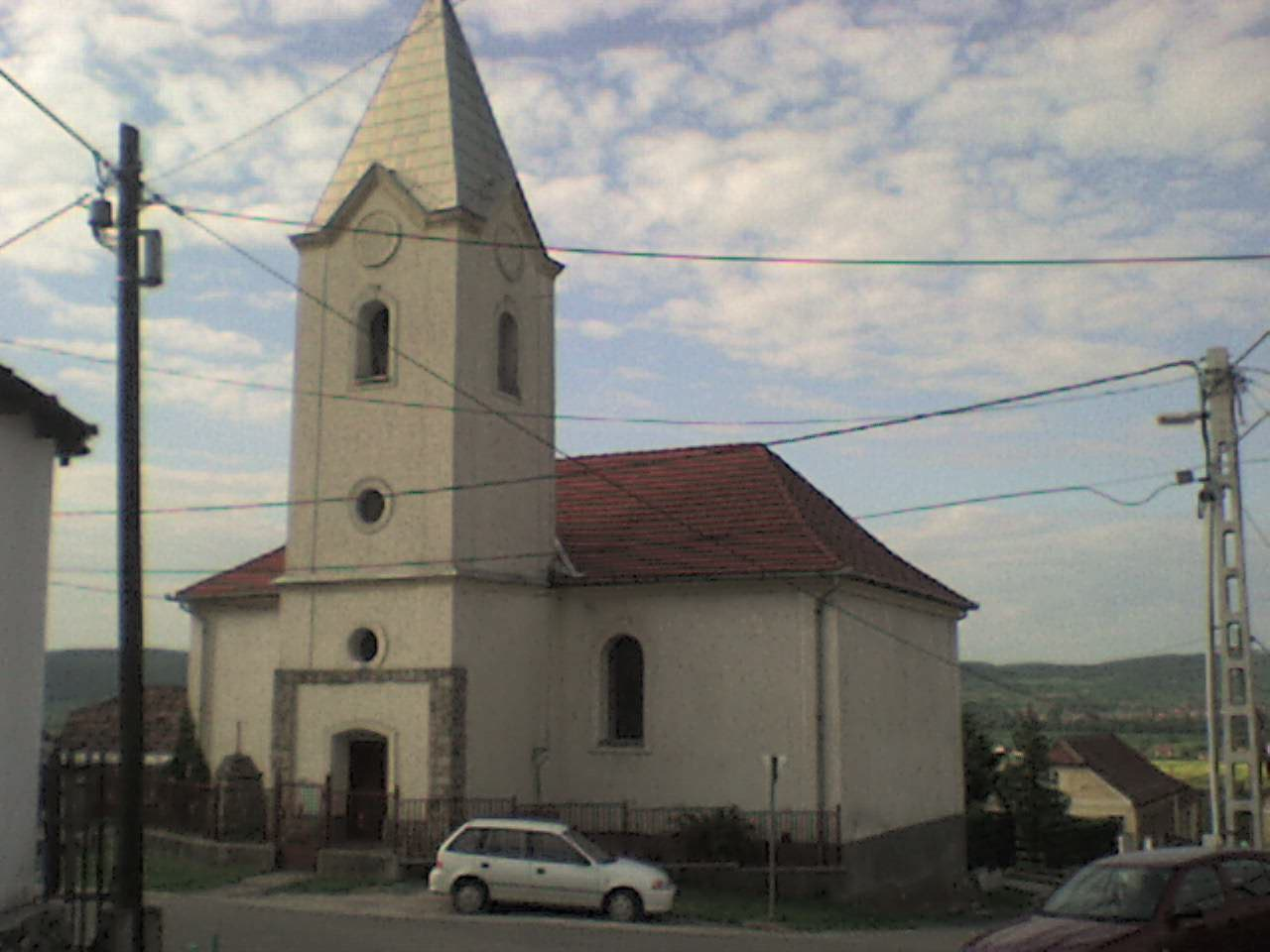
Reformierte Kirche
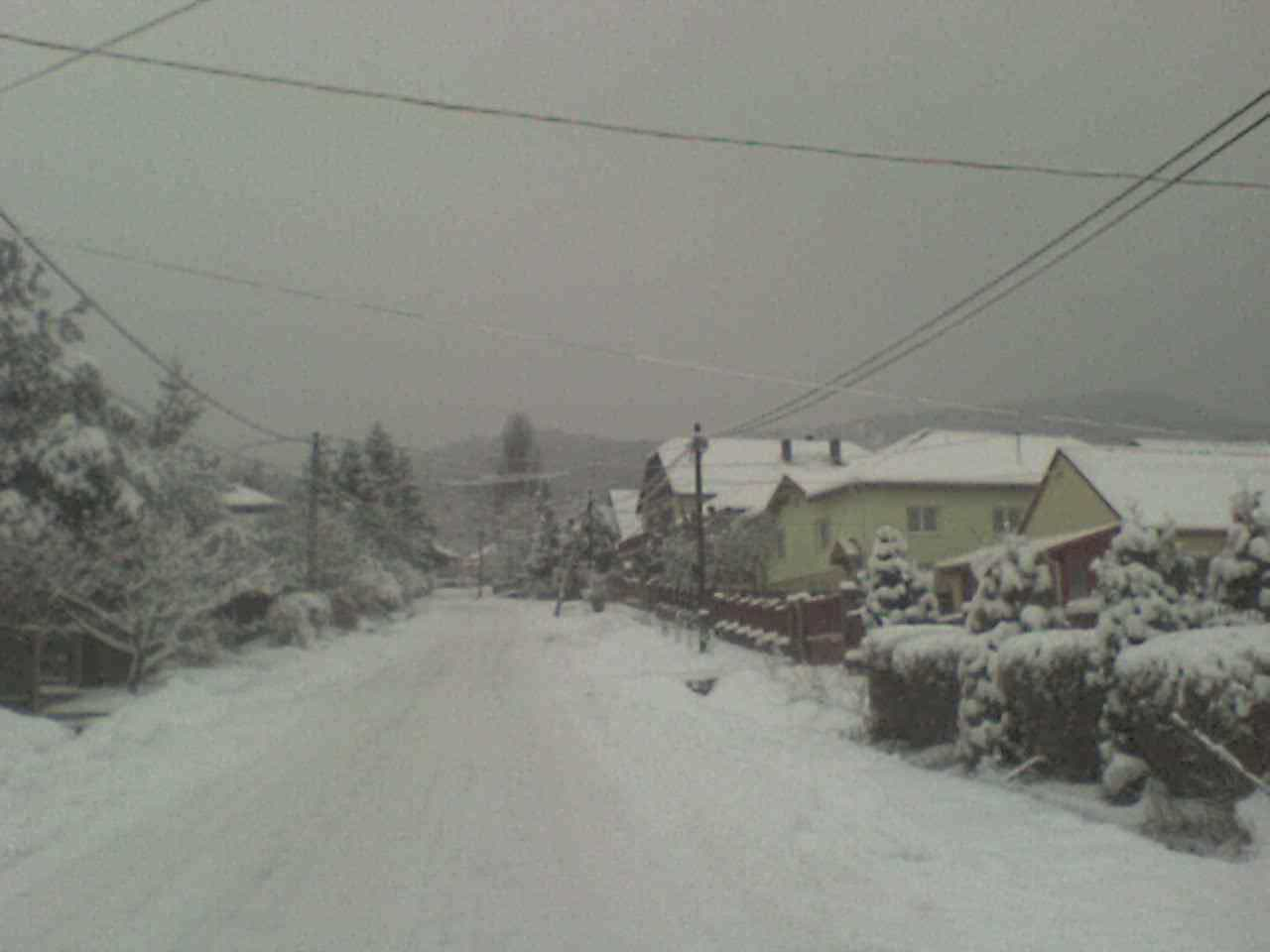
Sajóivánka im Winter
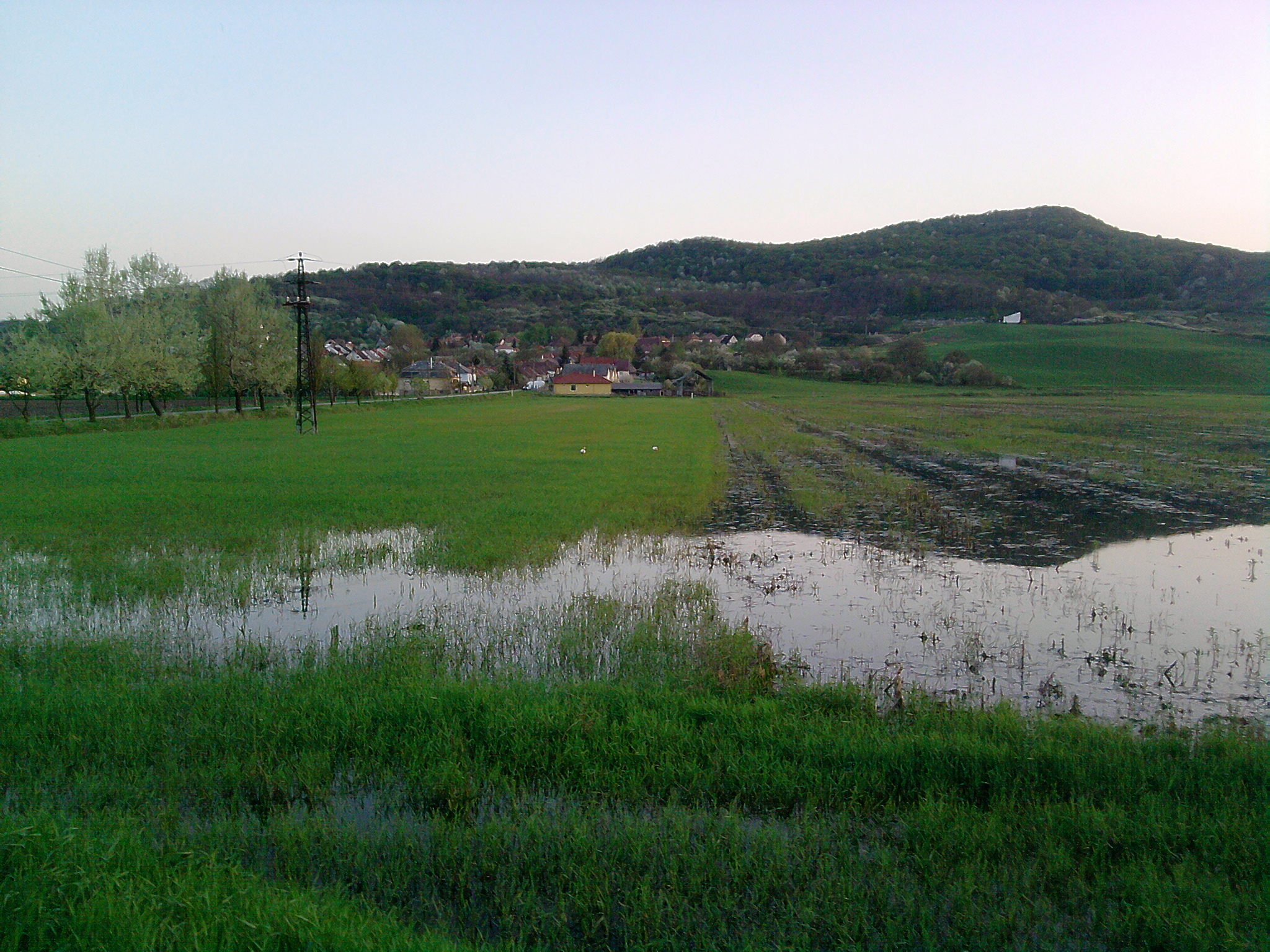
Landschaft bei Sajóivánka

## Verkehr
Sajóivánka ist nur über die Nebenstraße Nr. 25128 zu erreichen. Nördlich des Ortes verläuft die Hauptstraße Nr. 26. Die nächstgelegene Eisenbahnhaltestelle Sajókaza an der Strecke von Miskolc nach Ózd befindet sich unmittelbar jenseits dieser Hauptstraße. Es bestehen Busverbindungen nach Kazincbarcika.